# Bevin Mirskey
Bevin Mirskey, gespeeld door actrice Bevin Prince, is een personage uit de televisieserie One Tree Hill. Hierin speelt ze een minder intelligente cheerleader.

## Seizoen 1
Bevin verschijnt in de aflevering "Spirit in the Night". Hierin heeft ze echter nog niet haar eigen verhaallijn.

## Seizoen 2
Bevin wordt goede vrienden met Brooke Davis. Echter, wanneer Brooke strijdt tegen Erica Marsh in een campagne, weet Erice Bevin te manupileren om op haar te stemmen.

## Seizoen 3
Bevins rol wordt groter in het derde seizoen, wanneer nieuwkomer Rachel Gatina Bevin manupileert en haar opzet tegen Brooke. Hiervoor haalt Rachel meerdere stunts uit. Tijdens een verkiezing waarin de cheerleaders hun fantasiejongens uitkiezen, kiest Bevin Antoine "Skills" Taylor. Ze hebben sindsdien een relatie. Echter, Skills heeft soms moeite met het feit dat Bevin niet zo intelligent is en van rijke komaf is.

## Seizoen 4
Wanneer Haley James Scott ernstig ziek wordt tijdens de staatskampioenschap, is Bevin een van de cheerleaders die met haar mee gaat naar het ziekenhuis. Vervolgens viert ze de overwinning van de staatskampioenschap met Skills.
Wanneer Bevin tijdens een project een diepgaand gesprek moet voeren met Rachel, vertelt ze dat ze niet zo dom is als dat ze overkomt, maar dat ze zich zo voordoet zodat de andere cheerleaders zich beter voelen over zichzelf. Ook zegt ze dat ze na de middelbare school nog een leven voor zich heeft, terwijl de middelbare school voor Rachel haar hoogtepunt zal zijn.